# Житомирський Даніель Володимирович
Даніель Володимирович Житомирський (9 грудня 1906, м. Павлоград, тепер Дніпропетровська обл. — 1994, Москва) — радянський музикознавець, доктор мистецтвознавства (1968).
Навчався у Харківській консерваторії в класі фортепіано М Пільстрема, теорії музики — С. Богатирьова.
1931 закінчив істор.-теоретичний відділ Московської консерваторії в класі М. Іванова-Борецького, вивчав також основи композиції у М. Жиляєва.
Від 1931 — викладач Московської (з 1936 — доцент), 1949-53 — Бакинської, 1955- 70 — Горьковської (тепер Нижегородської) консерваторій, з 1965 — ст. науковий співробітник Інституту історії мистецтв (Москва).
Ред.-організатор журн. «Музыкальная самодеятельность» (1933—36), ред. Московської філармонії (1954—55). Досліджував російську класичну і сучасну музику, творчість Р. Шумана, розробляв проблеми музичної естетики, сучасної зарубіжної музики.
Лауреат Міжнародної премії Р. Шумана (Цвіккау, 1966).

## Творчий доробок
- Симфоническое творчество Чайковского: Путеводитель. — М., 1936;
- Композиторы конца XIX и начала XX века. — М., 1945, перераб. и доп. — М., 1960;
- Дмитрий Шостакович. — М., 1947;
- Балеты Чайковского. — М.; Ленинград, 1950, перераб., 1957/ Роберт Шуман. — М., 1955, испр. и доп., 1960 Роберт и Клара Шуман в России.— М., 1962;
- Из прошлого русской революционной песни: Очерки. — М., 1963;
- Роберт Шуман: Воспоминания о Г. Нейгаузе. — М., 2008;
- Очерк жизни и творчества. — М., 1964;
- Против буржуазного национализма в еврейской музыке // За пролетарскую музыку. — 1931. — № 23—24;
- Игорь Глебов как публицист // СМ. — 1940. — № 12;
- К изучению стиля Н. Я. Мясковского // Там само. — 1941. — № 4;
- Заметки об инструментовке Чайковского // Советская музыка. — М., 1945. — Вып. 3;
- Из прошлого советской музыки // Ежегодник Ин-та истории искусств АН СССР. — М., 1948. — Серия II: Театр. Музыка;
- К истории современничества // СМ. — 1949. — № 9;
- Песенное и хоровое творчество советских композиторов (20-е годы). — М., 1949. — Вып. 1;
- Музыка советского Азербайджана // Советская музыка: Теор. и критич. статьи. — М., 1954 (у співавт. із 3. Багіровим)', Музыкально-критические наследие Роберта Шумана // Шуман Р. Избранные статьи о музыке / Ред. и прим. Д. Житомирского. — М., 1956;
- Луначарский — музыкальный критик // СМ. — 1959. — № 7;
- Идеи и искания А. Д. Кастальского // Кастальский А. Д. Статьи, воспоминания, материалы / Сост., ред. и автор прим. Д. Житомирский. — М., 1960;
- Шопен и Шуман // Фредерик Шопен. Статьи и исследования советских музыковедов. — М., 1960;
- Шуман и русская школа // СМ. — 1960. — № 6;
- Три оперы Бриттена /'Муз. жизнь. — 1964. — № 23;
- «Военный реквием» Бриттена // СМ. — 1965. — № 5;
- К спорам о гармонии // Музыка и современность. — М., 1965. — Вып. 3;
- Шостакович и Шекспир //Дмитрий Шостакович (К 60-летию). — М., 1967;
- К изучению западноевропейской музыки XX века // Современное западное искусство. — М., 1971;
- Музыка для миллионов // Там само. — М., 1972;
- Идеальное и реальное в музыкальной эстетике 3. Т. А. Гофмана // СМ. — 1973. — № 8;
- О гармонии Скрябина // А. Н. Скрябин: Сб. статей. К 100-летию со дня рождения (1872—1972). — М,. 1973;
- Из впечатлений минувших лет //Д. Шостакович. Статьи и материалы /Сост. и ред. Г. Шнеерсон. — М., 1976;
- Из размышлений о стиле Шостаковича // СМ. — 1976. — № 9;
- О технике композиции в XX веке //СМ. — 1978. — № 11;
- Бунт и слепая стихия // Искусство и массы в современном буржуазном обществе. — М., 1979;
- Герман Гессе и некоторые параллели // СМ. — 1980. — № 2;
- Гимны революции: песни на стихи Г. М. Кржижановского // Муз. жизнь. — 1980. — № 7;
- Миражи музыкального прогресса // Кризис буржуазной культуры и музыка: Сб. статей. — М., 1983. — Вып. 4 (у співавт. з О. Леонтьєвою);
- Вдохновитель «Могучей кучки» //Муз. жизнь. — 1987. — № 7;
- В трудные годы: Г. Нейгауз и А. Г. Габричевский // Там само. — 1988.— № 12;
- Возродится ли утраченное? // СМ. — 1989. — № 6;
- Диалог о музыке XX века // Муз. жизнь. — 1989. — № 6;
- Фантом «классового искусства» // Там само. — 1993. — № 11—12;
- Шрстакович Д. // Муз. академия. — 1993. — № 3;
- Symphony // Russian Symphony, thoughts about Tschaikowsky. — New York, 1947;
- Schuman in Russland // Sammelbande der Robert Schuman. — Leipzig, 1961;
- сост., вступ, ст. и ком- мент. — Роберт Шуман. Письма (1817—1840. — М., 1970. — Т. 1.